# Mana Dzodope
Ayawa Mana Mawoufemo Dzodope (* 1978) ist eine ehemalige togoische Fußballschiedsrichterassistentin.
Ab 2003 stand Dzodope auf der Liste der FIFA-Schiedsrichter und wurde bei internationalen Fußballpartien eingesetzt.
Bei der Weltmeisterschaft 2015 in Kanada leitete Dzodope im Schiedsrichtergespann von Thérèse Neguel ein Spiel in der Gruppenphase. Zudem war sie Schiedsrichterassistentin bei der U-17-Weltmeisterschaft 2014 in Costa Rica, bei der Afrikameisterschaft 2014 in Namibia sowie bei diversen Qualifikations- und Freundschaftsspielen.